# Trophée Bobby-Orr
Le trophée Bobby-Orr est un trophée remis dans la Ligue de hockey de l'Ontario, ligue de hockey sur glace junior. Il récompense chaque année la franchise qui termine championne de la Conférence de l'Est en finale de conférence dans les séries éliminatoires. Le champion de la Conférence de l'Ouest reçoit le trophée Wayne-Gretzky.
Le trophée porte le nom de Bobby Orr, défenseur de la LHO puis de la Ligue nationale de hockey.

## Palmarès
- 1998-1999 — Bulls de Belleville[2]
- 1999-2000 — Colts de Barrie[2]
- 2000-2001 — 67 d'Ottawa[2]
- 2001-2002 — Colts de Barrie
- 2002-2003 — 67 d'Ottawa
- 2003-2004 — IceDogs de Mississauga
- 2004-2005 — 67 d'Ottawa
- 2005-2006 — Petes de Peterborough[2]
- 2006-2007 — Wolves de Sudbury
- 2007-2008 — Bulls de Belleville
- 2008-2009 — Battalion de Brampton
- 2009-2010 — Colts de Barrie
- 2010-2011 — St. Michael's Majors de Mississauga
- 2011-2012 — IceDogs de Niagara
- 2012-2013 — Colts de Barrie
- 2013-2014 — Battalion de North Bay
- 2014-2015 — Generals d'Oshawa[2]
- 2015-2016 — IceDogs de Niagara
- 2016-2017 — Steelheads de Mississauga
- 2017-2018 — Bulldogs de Hamilton
- 2018-2019 — 67 d'Ottawa
- 2019-2020 — Non décerné[3]
- 2020-2021 — Non décerné[4]
- 2021-2022 — Bulldogs de Hamilton[2]
- 2022-2023 — Petes de Peterborough
- 2023-2024 — Generals d'Oshawa